# Bandeira de Alberta

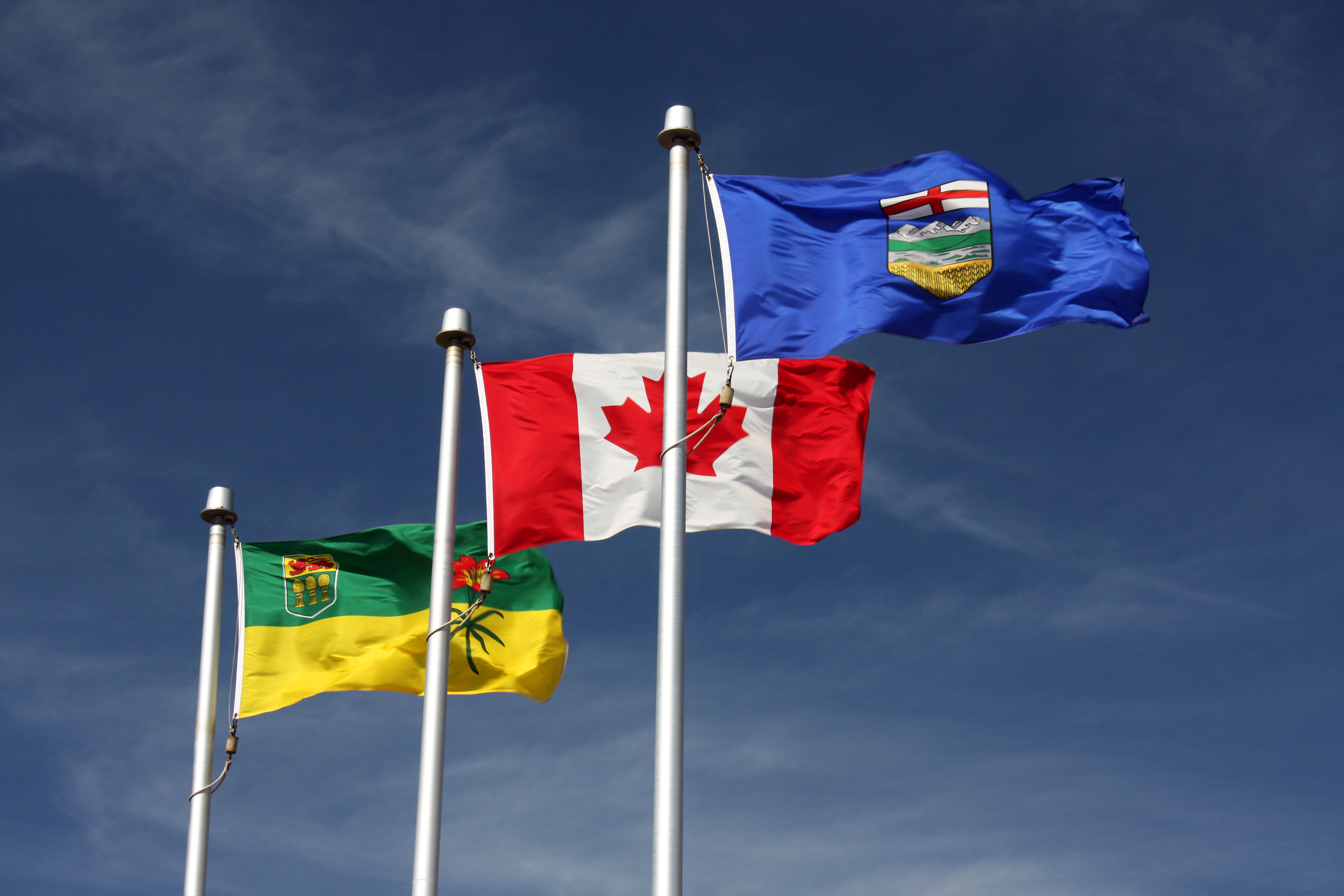
A bandeira de Alberta tremulando ao lado das bandeiras de Saskatchewan e Canadá em Lloydminster

Em 1958, o Governo de Alberta autorizou o projeto de uma bandeira oficial. Em 1 de Junho de 1968, a Bandeira de Alberta,foi adotada .
A bandeira tem as proporções 1:2, com o Escudo de Armas Provincial no centro de um fundo azul-marinho real. A altura do escudo é 7/11 o da altura da bandeira.
As cores provinciais, adotadas em 1984, são azul e dourado.